# Eucharis esakii
Eucharis esakii is een vliesvleugelig insect uit de familie Eucharitidae. De wetenschappelijke naam is voor het eerst geldig gepubliceerd in 1938 door Ishii.